# Colin Hay
Colin James Hay (Saltcoats, Escocia, 29 de junio de 1953) es un músico y compositor australiano nacido en Escocia, Reino Unido.

## Biografía
Nació en la pequeña ciudad de Saltcoats, en el oeste de Escocia, el 29 de junio de 1953. Su familia se mudó a Australia cuando él tenía 14 años. En esa época, Colin comenzó a interesarse en tocar guitarra y cantar. En 1978, formó un grupo junto con Ron Strykert (guitarra), Greg Ham (saxofón, flauta, teclado y gaita), John Rees (bajo) y Jerry Speiser (batería) llamado Men at Work. Con esta banda alcanzó el éxito mundial con el álbum Business as Usual (1981), y gracias a la repercusión que tuvieron las canciones «Down Under» y «Who Can It Be Now?»
Colin Hay estuvo al frente de la banda como vocalista, guitarrista y principal compositor hasta mediados de la década de 1980, cuando la banda se deshizo. Luego siguió su carrera como solista.
El 27 de febrero de 2024, se presenta en Chile en la ciudad de Viña del Mar, como invitado en el Festival de la canción de la ciudad. Expresó su solidaridad con los afectados por los incendios que azotaron la ciudad y sus cercanías durante el mismo mes.

## Carrera como solista
Desde que se lanzó como solista, Colin Hay ha lanzado quince álbumes, y de estos solamente dos con grandes compañías musicales (Looking for Jack, 1987, Sony/CBS; y Wayfaring Sons, 1990, MCA/Universal), siendo los demás con sellos independientes.
Al final de la década de 1980, Colin Hay compró una residencia en Topanga, al sudoeste de Los Ángeles, California, donde vive hasta el día de hoy.
En diciembre de 2002, Colin Hay se casó con la cantante, compositora y bailarina peruana Cecilia Noél. Desde ese momento pasa a hacer parte de los shows del cantante.
En 2004, la canción «I Just Don't Think I'll Ever Get Over You» forma parte del banda sonora de la película Garden State (2004), que acabó recibiendo el Grammy a mejor banda sonora de aquel año. 
Colin Hay lanzó su noveno álbum como solista, Are You Lookin' At Me?, con el sello Compass Records en abril de 2007.
Su disco número diez como solista, American Sunshine, fue lanzado en el año 2009. En el mismo año lanzó también su disco Peaks and Valleys. 
Posteriormente lanzó los álbumes Company of Strangers, en 2010, Gathering Mercury, en 2011, Next Year People, en 2015, Fierce Mercy, en 2017, y su último lanzamiento, I Just Don't Know What To Do With Myself, en 2021.

## Ringo Starr & His All Star Band
En 2003, Colin Hay fue parte de la All Star Band del ex-Beatle Ringo Starr. La banda hizo su gira por Norteamérica, y el primer show de esta gira fue la grabación del disco Ringo Starr & His All Starr Band Tour 2003, donde Colin participa tocando la guitarra y cantando.
Su relación con los Beatles no terminó ahí. En 2004, Paul McCartney hizo una selección de sus canciones favoritas para una revista inglesa e incluyó el éxito "Going Somewhere", de Colin Hay. En 2005, la exesposa de McCartney, Heather Mills, relanzó la canción "My Brilliant Feat", de Colin Hay, como un sencillo, en homenaje al jugador de fútbol George Best, que murió en ese mismo año. El dinero recaudado por el éxito de este sencillo fue dado a una entidad relacionada con donación de órganos en Inglaterra.
A finales de 2006, Hay y su esposa Cecilia Noél participaron en la grabación en vivo de un show de Ringo Star y su banda Roundheads para el programa Soundstage. La participación de Colin llegó a ser transmitida, pero fue quitada del lanzamiento del CD Ringo Starr Live At Soundstage, de 2007.
Luego volvió a incursionar dentro de la All Star Band de Ringo Starr hasta 2008.

## Discografía

### Con Men at Work
- Business as Usual (1982)
- Cargo (1983)
- Two Hearts (1985)

### Como solista
- Looking for Jack (CBS/Sony)(1987)
- Wayfaring Sons (MCA Records/Universal)(1990)
- Peaks & Valleys (Trafalgar Records) (1992) (Lazy Eye Records) (1998)
- Topanga (Lazy Eye Records)(1994)
- Transcendental Highway (Lazy Eye Records) (1998)
- Going Somewhere (Lazy Eye Records) (2000) (Compass Records) (2002)
- Company of Strangers (Lazy Eye Records) (2002)
- Men @ Work (Lazy Eye Rec./Compass Records) (2003)
- Are You Lookin' At Me? (Lazy Eye Records/Compass Records) (2007)
- American Sunshine (2009)
- Peaks and Valleys  (2009)
- Gathering Mercury (2011)
- Next Year People (2015)
- Fierce Mercy (2017)
- I Just Don't Know What To Do With Myself (2021)

### Ringo Starr & His All Starr Band
- Tour 2003 (2004) (CD/DVD - Koch Records) (Ringo Starr, Colin Hay, Paul Carrack, John Waite, Sheila E. y Mark Rivera)

## Participaciones en películas y series
Colin Hay participó con actuaciones en algunas pequeñas producciones cinematográficas, como  Georgia (1988), con Judy Davis; Heaven's Burning (1997), con Russell Crowe; y The Craíc (1999), con el comediante irlandés Jimeoin; también dobló su voz en algunos filmes y animaciones de los estudios Disney como The Country Bears (2000) y The Wild (2006). Además, tuvo una participación en la serie de la NBC Scrubs durante el episodio "My Overkill", de la segunda temporada donde tocó la canción "Overkill". Su última actuación fue en The Uninvited, en 2008.